# تراتون
تراتون (انگلیسی: Traton) شرکت تابعه‌ای از گروه خودروساز چندملیتی آلمانی، فولکس‌واگن است، که در سال ۲۰۱۳ توسط این گروه تأسیس شد. این شرکت یکی از بزرگترین تولیدکنندگان و توسعه‌دهندگان فناوری وسایل نقلیه تجاری است که خودروهای خود را برندهای نویستار اینترنشنال، ام‌آان، اسکانیا و فولکس‌واگن عرضه می‌کند.